# Canopyana vateriae
Canopyana vateriae är en insektsart som beskrevs av Chandrasekhara A. Viraktamath och Srinivasa 2006. Canopyana vateriae ingår i släktet Canopyana och familjen dvärgstritar. Inga underarter finns listade i Catalogue of Life.